# Spútnik 7
El Tiajoli Spútnik, (rus: Тяжёлый Спутник que significa Satèl·lit Pesant), també conegut pel seu nom de desenvolupament com a Venera 1VA No.1, i a occident com a Spútnik 7, va ser una sonda espacial soviètica, que estava destinada a ser la primera nau espacial per explorar Venus. A causa d'un problema amb la seva etapa superior, no el va deixar en òrbita terrestre baixa. Per tal d'evitar reconèixer el fracàs, el govern soviètic en comptes anunciar que la nau sencera, incloent l'etapa superior, era una prova d'un "Satèl·lit Pesat" que serviria com a plataforma de llançament per a futures missions. Això va resultar que l'etapa superior es considerava un vehicle espacial independent, on la sonda era "llançada", en diverses missions posteriors. El Tiajoli Spútnik va ser llançat a les 01:18:03 UTC del 4 de febrer de 1961, en un coet transportador Molniya 8K78 enlairant-se des del Lloc 1/5 al Cosmòdrom de Baikonur. Quan es va encendre l'etapa superior, la cavitació en l'oxigen líquid que flueix a través de la bomba oxidant causant que la bomba falli, el que resulta en una error del motor vuit dècimes de segon després de l'encesa. IEs va tornar a entrar a l'atmosfera sobre Sibèria el 26 de febrer de 1961. D'acord amb les memòries de Boris Chertok, "... Un penjat en forma d'un petit globus amb els continents gravat s'hi va col·locar al 1VA. Dins d'aquesta petita esfera era una medalla que representa la trajectòria de vol Terra-Venus. A l'altre costat de la medalla va ser l'emblema de la Unió Soviètica. El penjoll es va col·locar en una càpsula esfèrica amb blindatge tèrmic per protegir durant l'entrada a l'atmosfera de Venus a una velocitat de reentrada." Pel que fa a com un "Estrany però cert [incident]...en la història de la cosmonàutica," mentre la nau es va pensar originalment per haver tornat a entrar a l'oceà Pacífic, va ser posteriorment (el 1963) trobat que va tornar a entrar a Sibèria, quan aquesta medalla va fer el seu camí de retorn a Chertok per mitjà del seu cap, Dissenyador en Cap de Coets Serguei Koroliov. Explica que, "mentre nedava en un riu - un afluent del riu Biryusa a l'est de Sibèria — un noi de la zona es va fer mal el peu en una mena de peça de ferro. Quan es va recupera de l'aigua, en lloc de tirar-lo a aigües més profundes, se'l va emportar a casa i l'hi va mostrar al seu pare. El pare del nen, curiós per l'esfera de metall abonyegada continguda, el va obrir i va descobrir a l'interior d'aquesta medalla ... El pare del nen va portar la seva troballa a la policia. La policia local va lliurar les restes del pendent en el departament regional del KGB, que al seu torn el va enviar a Moscou. A Moscou la direcció adequada KGB ... després de notificar Keldysh com a president de l'Acadèmia de Ciències," va lliurar el penjoll a Korolev. "Així, [Chertok] va ser guardonat amb la medalla que havia estat certificat per al vol a Venus pel protocol que [ell i Korolev] havien signat el gener de 1961. Després de la posada en marxa tots estàvem segurs que el Tiajoli Spútnik i el penjoll s'havia enfonsat en l'oceà. Ara resultava que s'havia cremat al llarg de Sibèria. El penjoll havia estat dissenyat per suportar l'atmosfera de Venus, de manera que va arribar a la superfície de la Terra."La sonda germana, el Venera 1, va ser llançada amb èxit i es va injectar en una òrbita heliocèntrica cap a Venus una setmana més tard, tot i que la telemetria fallar després d'una setmana en vol.